# Evert Ekker
Evert Cornelis Ekker (Kampen, 21 oktober 1858 - Nice, 15 april 1943) was een Nederlandse ingenieur en kunstschilder.

## Leven en werk
Ekker werd in 1858 in Kampen geboren als zoon van Albert Hendrik Arnoldus Ekker, rector van het gymnasium van Kampen, en Elizabeth Schröder. Ekker werd opgeleid tot werktuigkundig ingenieur. Zijn grote liefde lag niet bij de techniek maar bij de schilderkunst. Toen hij in 1891 het kapitaal van zijn oom van moederskant, de Velper notaris Martin Hendrik Schröder, erfde besloot hij zich geheel aan de schilderkunst te wijden. Als beeldend kunstenaar werd hij opgeleid aan de Koninklijke Academie voor Schone Kunsten van Antwerpen. 
Hij trouwde op 3 augustus 1892 te Bergen op Zoom met de schilderes Lucie van Dam van Isselt. Uit hun huwelijk werden twee zonen geboren. Zij vestigden zich na hun huwelijk in Den Haag en maakten samen diverse kunstreizen door Europa. In 1900 verhuisden zij naar Oosterbeek, waar Ekker een villa - Beekhof - had gekocht. Hier werden hun beider ateliers ingericht. Schilders als Jan Toorop, Willem Bastiaan Tholen en Théophile de Bock verbleven er regelmatig. Ekker besloot op de door hem aangekochte grond in Oosterbeek een nieuw huis ’t Zonneheem te bouwen, waar hij enkele jaren heeft gewoond. Dit huis was geheel door hemzelf ontworpen. 
Inmiddels had zijn vrouw hem in 1907 verlaten en hertrouwde hij op 12 september 1912 met Hester Petronella Robbers. Uit hun huwelijk werd een dochter geboren. Ook dit huwelijk werd - in 1921 - door echtscheiding ontbonden. Ekker schilderde daarna veel in Zuid-Frankrijk, in Spanje en op Tenerife. Hij overleed in april 1943 op 84-jarige leeftijd in het Franse Nice.
Ekker schilderde landschappen, stadsgezichten, figuur- en genrevoorstellingen, portretten en stillevens. Werk van Ekker bevindt zich in de Frans Walkate Collectie in Kampen.

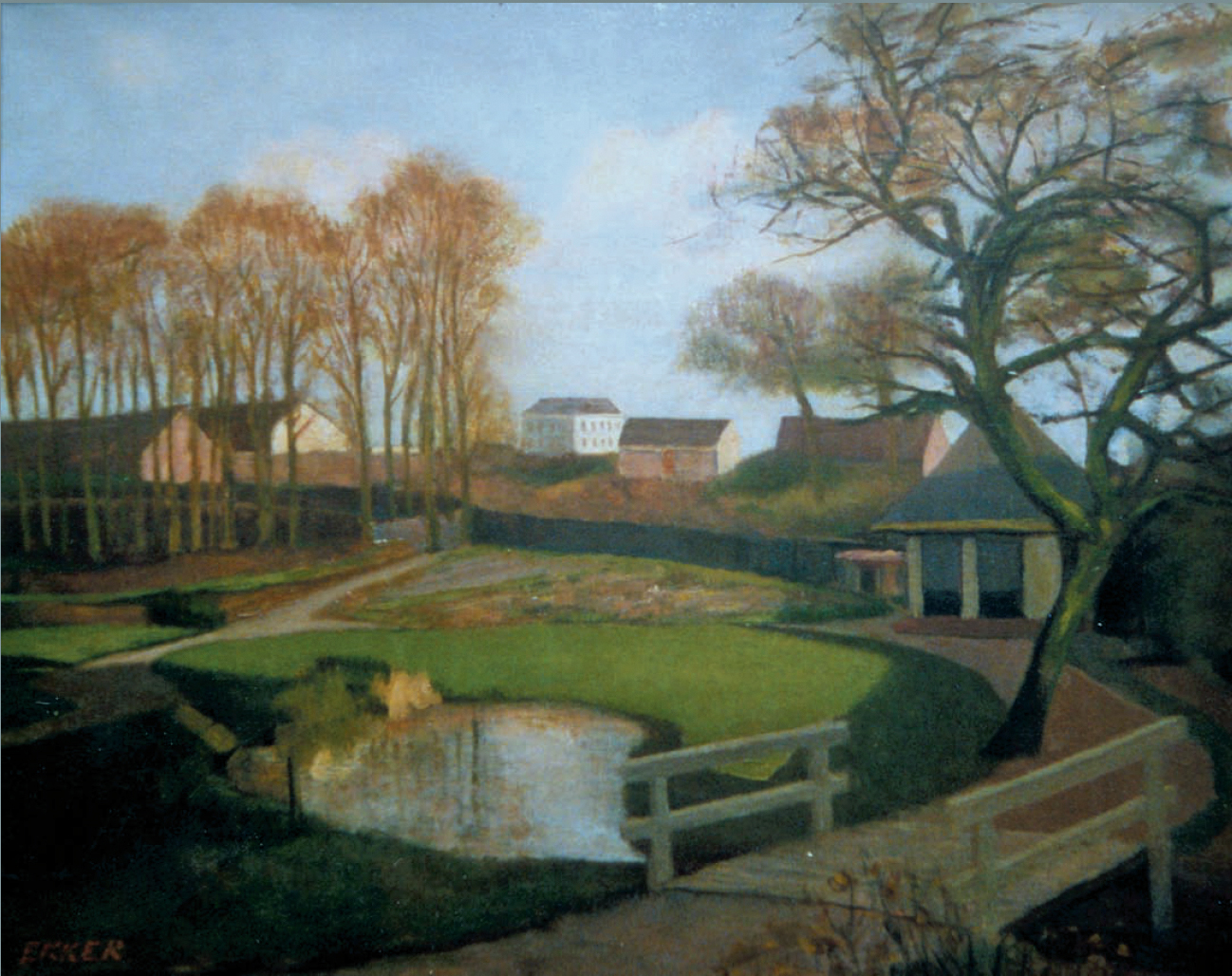
Tuin Oosterbeek (circa 1905)
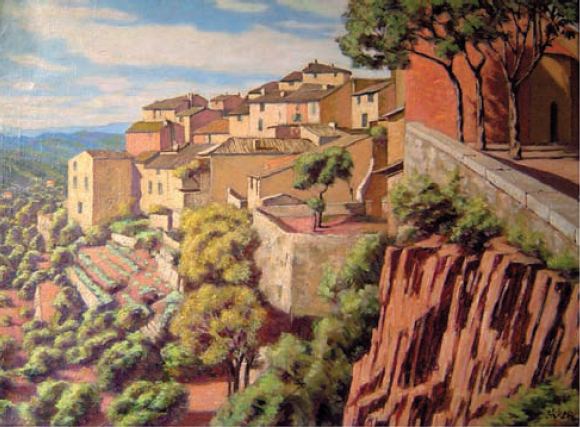
Frans landschap (circa 1935)
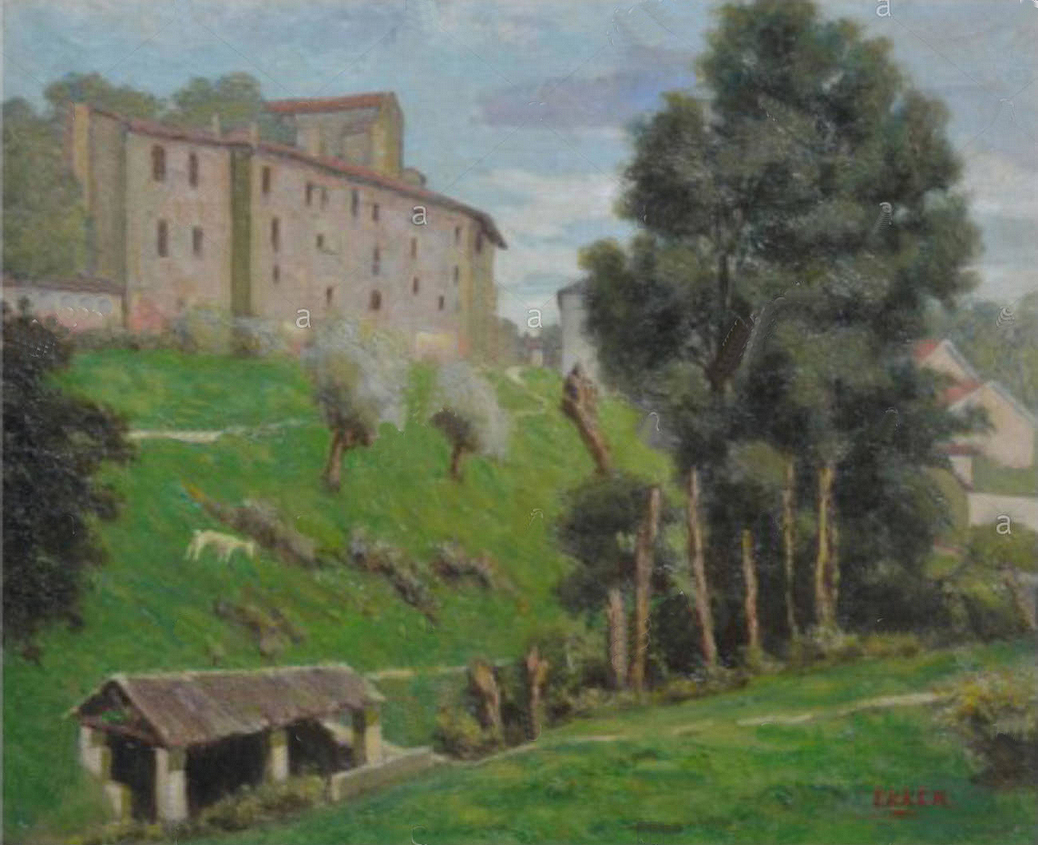
Frans landschap